# St. Wolfgang (Pfullingen)
Koordinaten: 48° 28′ 8,9″ N, 9° 13′ 36,7″ O
Die Kirche St. Wolfgang ist eine römisch-katholische Kirche im süddeutschen Pfullingen. Sie ist die einzige katholische Kirche in der Stadt und neben Hl. Bruder Konrad im benachbarten Lichtenstein eine von zwei Kirchen der katholischen Kirchengemeinde St. Wolfgang.

## Geschichte
Nach der Reformation siedelten sich erst im 19. Jahrhundert wieder katholische Mitbürger in Pfullingen an. Ab den 1890er Jahren nutzte die junge Gemeinde eine alte Scheune als Betsaal. Als Patron für den Saal wurde der Heilige Wolfgang von Regensburg gewählt, der vermutlich in Pfullingen geboren worden war. Am 1. August 1921 wurde Gottfried Wucher erster katholischer Pfarrer in Pfullingen. Durch Spenden konnte 1930 erstmals eine Glocke beschafft werden. Sie wiegt 80 kg und wurde von der Stuttgarter Gießerei Kurtz gefertigt. In den 1940er-Jahren war die Anzahl der Katholiken in Pfullingen so weit angestiegen, dass die „Notkirche“ nicht mehr ausreichte, sodass eine bauliche Erweiterung notwendig wurde. Am 26. August 1951 wurde die umgebaute Wolfgangskirche eingeweiht.
1955 erwarb die Gemeinde einige Grundstücke an der Marktstraße. 1967 begann man mit den Planungen für einen Kirchenneubau mit Gemeindezentrum. Am 31. Oktober 1970, dem Festtag des hl. Wolfgang, fand die Grundsteinlegung statt. Am 1. Oktober 1972 wurde die neue Kirche eingeweiht. Am 12. Dezember 1993 wurde eine neue Orgel mit 1554 Pfeifen in 24 Registern von Orgelbau Wiedenmann in Betrieb genommen.

## Gemeinde
Die Katholische Kirchengemeinde St. Wolfgang gehört zum Dekanat Reutlingen-Zwiefalten in der Diözese Rottenburg-Stuttgart. Zum 1. Januar 2020 schlossen sich die Kirchengemeinden St. Wolfgang in Pfullingen und Hl. Bruder Konrad in Lichtenstein, die zuvor bereits die Seelsorgeeinheit Echaztal bildeten, zu einer Kirchengemeinde zusammen. Die Gemeinde wird von Dekan Hermann Friedl betreut. Die Gemeinde umfasst heute in Pfullingen und Lichtenstein insgesamt 5400 Gemeindeglieder.
| Jahr | Gemeindeglieder |
| ---- | --------------- |
| 1826 | 7               |
| 1897 | 380             |
| 1907 | 535             |
| 1951 | ~ 1000          |
| 1967 | ~ 2000          |
| 2019 | ~ 3800          |

## Geläut
Das Geläut der St. Wolfgangskirche besteht aus sechs Glocken:
| Name                 | Ton      | Gewicht | Weihejahr | Hersteller                  | Inschrift                           |
| -------------------- | -------- | ------- | --------- | --------------------------- | ----------------------------------- |
| Wolfgangsglocke      | d2 +4    | 182 kg  | 1957      | Gießerei Kurtz, Stuttgart   |                                     |
| Andreasglocke        | e2 +6    | 122 kg  | 1818      | Franz Stanke                | Gib Frieden Herr, in unseren Tagen! |
| Totenglocke          | g2 +6/16 | 81 kg   | 1930      | Gießerei Kurtz, Stuttgart   | Unserer lieben Toten                |
| Christusglocke       | f1 +4    | 1030 kg | 2010      | Gießerei Bachert, Karlsruhe |                                     |
| Friedensglocke       | a1 +4    | 510 kg  | 2010      | Gießerei Bachert, Karlsruhe |                                     |
| Bruder-Konrad-Glocke | c2 +6    | 340 kg  | 2010      | Gießerei Bachert, Karlsruhe |                                     |

## Kunstgegenstände
Viele der Kunstgegenstände in der Kirche, wie beispielsweise der Altar, der Tabernakel, die Christus-Figur über dem Altar, eine Madonnenfigur, ein Kreuzweg in 16 Bildern und das Taufbecken, wurden von der Pforzheimer Bildhauerin Gisela Bär gestaltet. Während die meisten dieser Werke aus Bronze gefertigt sind, wurde für den Altar, das Taufbecken und die Säule, auf der der Tabernakel steht, Muschelkalk aus Crailsheim verwendet.
Das Eingangsportal aus Leichtmetallguss und die Kirchenfenster stammen von Rudolf Walter Haegele aus Stuttgart. Die Fenster sind von einem Gedicht Gertrud von Le Forts inspiriert, in dem von Gott als dem „Flammenden, dem Flutenden, brausend hinab bis in meine Seele“ die Rede ist.
Ferner befindet sich in der Kirche eine 1900 beschaffte Holzfigur des Heiligen Wolfgang, die von einem Bildhauer aus Saulgau namens Müller geschaffen wurde, sowie eine um 1480 gefertigte Holzfigur des Heiligen Nikolaus, deren Erschaffer unbekannt ist.
2017 wurde die Westfassade durch Wolfgang Znaimer neu gestaltet und mit einem Metallgussrelief versehen.